# Juan Bautista (paso doble)
 (août 2025).
Si vous disposez d'ouvrages ou d'articles de référence ou si vous connaissez des sites web de qualité traitant du thème abordé ici, merci de compléter l'article en donnant les références utiles à sa vérifiabilité et en les liant à la section « Notes et références ».

Juan Bautista (en français Jean Baptiste Jalabert, fils de Luc Jalabert) est un paso doble taurin composé par Abel Moreno en 2000.

## Présentation
Abel Moreno est sans doute le compositeur le plus prolifique de paso dobles taurins. Il a également composé un morceau à la gloire d'El Juli qui porte le nom du matador : El Juli ainsi qu'un paso doble pour Sébastien Castella.